# 九品官人法
九品官人法（きゅうひんかんじんほう）は、中国魏晋南北朝時代に行われた官吏登用法。三国時代の魏・文帝の220年に始められ、隋の文帝の583年に廃止され、代わって科挙が採用された。

## 解説
この法は尚書・陳羣の建議により、曹丕が曹操から魏を継承したすぐ後に施行されたものである。同じ年に後漢から禅譲が為され、曹丕が皇帝位に上っている。
この法は官僚を最高一品官から最低九品官までの9等に分類する（これを官品と呼ぶ）。同時に郡ごとに中正官と呼ばれる役職を任命し、管内の人物を見極めさせて一品から九品までに評価する（この人物への評価を郷品と呼ぶ）。後に中正官は司馬懿により郡の一つ上の行政区分である州にも置かれるようになり（州大中正。郡ごとの中正官は「小中正」と呼ばれた）、これが後に述べる貴族層による支配を更に強固なものとしてゆく。この制度では中正が非常に大きな役割を占める事から、この制度を九品中正制とも呼ぶ。
この郷品を元に官僚への推薦が行われ、最初は郷品の四段階下から始まる。例えば郷品が二品ならば六品官が官僚としての出発点（起家官と呼ばれる）となる。その後、順調に出世していけば最終的には郷品と同じ所まで出世し、それ以上は上れないようになっている。
この制度の目的は、後漢から魏へと移行するに際し、後漢に仕えた官僚たちの能力と魏に対する忠誠度を見極めて人材を吸収する事。漢代の郷挙里選制では地方の有力者の主導で官僚の推薦が行われていたがこれを政府主導に引き寄せること、漢代の徳行主体の人事基準から能力主体の基準へと移行することなどがあると言われている。
後漢代から既に地方には豪族勢力が強い力を持つようになり、郷挙里選制により官僚を政府へ送り出していた。九品官人法は名目上はこのような状態を打破するために中正官により人物・能力を見極めさせるということであったが、実際には地方の力関係がそのまま郷品に反映されることになる。魏代には能力重視の理念は保たれていたが、夏侯玄は司馬懿の質問に対し、早くも弊害を指摘した。中正官の権限が強すぎ、実力よりも名声や賄賂を利用して中正官に近づける人間が優遇されているといい、中正官の権限を縮小するよう主張した。
249年、司馬懿が魏の実権を握ると、より権限の強い州大中正を中正官の上に設置してしまった。これにより力のある者がより介入しやすくなった。魏から司馬氏の西晋へ移行した頃から、郷品は才能ではなく親の郷品と本人の性格が重視されるようになった。しかも、時代が下がるにつれ親の郷品が特に重視されるようになった。こうして郷品の世襲が始まり、豪族層が変化して貴族層を形作るように流れていった。
郷品の内、一品はほとんど選ばれることが無く、二品が最高である。この郷品二品に就いている家柄は門地二品あるいは甲種などと呼ばれ、最高の家格とされた。この郷品二品以上になると中正の選任に意見を言うことが出来るようになり、事実上官僚の任命権は彼ら貴族の手にゆだねられる事になった。この状態を批判した有名な言葉として、西晋の劉毅（りゅうき）の上品に寒門（低い家格）無く、下品に勢族（有力者）無しという言葉がある。もっとも、郷品は起家職の決定やその後の昇進経路を決定する重要な要素であったが、吏部などの人事関係官庁の権限（特に人事評価による昇進の遅速など）までは否定されなかったし、何よりも政情不安が官吏の立場を不安定なものとしており、円滑な昇進までを保証したものではなかった。
六朝時代にはこの傾向は更に進み、清官と濁官（せいかん・だくかん）と言うものが生まれる。例えばいずれ上へと上る郷品二品の起家官の六品官と郷品六品の最終的な官位である六品官では同じ官位であってもその内容に差がつけられる。郷品が上の者が就く役職を清官と呼び、郷品が下の者が就く役職を濁官と呼ぶ。この区分には権力の有無と同時に当時の貴族たちの好みが反映されており、例えば監察官や地方の役職などは忌避されていた。このため清官はおのずと任期が短くなり腰掛け的様相を呈するようになった。
九品官人法は主に南朝で継続された制度であるが、北魏の孝文帝は部分的にこの制度を取り入れて貴族層の形成を図っている。一方、南朝の梁の武帝も503年と508年に2度の改革を行った。その結果、従来の七品官から九品官は流外官（「位不登二品」）として郷品三品以下の官職とされ、残された上位六品を十八班に再編した。再編された十八班は新たな九品とみなされ、最高位の十八班を正一品、最下位の一班を従九品とも呼称された。また、切り捨てられた旧の七品官以下は後世の胥吏制度の源流となった。陳になると任子制が導入され、子の郷品が低くても父親の官職が高ければその地位に応じた起家官が与えられ、後世の恩蔭の源流となった。北魏滅亡後の北斉になると試験制度が部分的に取り入れられるようになり、隋代に入ると科挙制度が成立して九品官人法は完全に廃止された。
なお、九品に官僚を分ける制度はその後も受け継がれ、冠位十二階や位階など後の日本にも影響を及ぼしている。